# بول مارسيانو
بول مارسيانو (بالإنجليزية: Paul Marciano)‏ ( ولد في 1952 ) في مدينة القنيطرة في شمال المغرب هو رجل أعمال ومصمم أزياء أمريكي فرنسي يهودي من أصل مغربي وهو من عائلة الأخوة مارسيانو اليهودية التي تملك شركة جيس أمريكية وهو المساهم المشارك في شركة جيس أمريكية التي أسسها أخوه جورج مارسيانو وأرماند مارسيانو وموريس مارسيانو. استلم بول إدارة شركة جيس الأمريكية التي تملكها عائلته عائلة مارسيانو. تقدر ثروته بملياري دولار.

## الحياة الشخصية
بول مارسيانو متزوج من الفرنسية ماريفا جيورج ملكة جمال فرنسا سنة 1991 وله معها 4 أولاد.